# Quinta Brunson
Quinta Brunson (nascida em 21 de dezembro de 1989)  é uma escritora, produtora, atriz e comediante americana. Brunson ganhou destaque por sua série de autoria própria no Instagram chamada Girl Who Has Never Been on a Nice Date (Garota que Nunca Esteve num Encontro Agradável). Passou a produzir e atuar em matérias e séries no BuzzFeed.
Quinta trabalhou como atriz nas séries iZombie, Single Parents e Miracle Workers. Fez dublagens em Lazor Wulf, da Adult Swim e Magical Girl Friendship Squad, da Syfy e estrelou a primeira temporada da série de comédia da HBO A Black Lady Sketch Show.
É a criadora, produtora executiva, escritora e atriz principal da série de comédia da ABC Abbott Elementary (2021-presente). Ela se tornou a primeira mulher negra a ser indicada três vezes na categoria "Comédia" na 74º edição dos Prêmios Emmy, recebendo indicações de Melhor Roteiro em Série de Comédia (vencedora), Melhor Série de Comédia (como produtora executiva ), e Melhor Atriz em Série de Comédia. Brunson também entrou na lista dos 100 maiores influenciadores de 2022 da revista Time.

## Infância e educação
Quinta nasceu e foi criada na zona oeste da Filadélfia. Recebeu este nome pois é a filha caçula de cinco filhos. Sua mãe, Norma Jean Brunson, dava aulas para turmas do jardim de infância.
Sua obsessão pelo gênero comédia vem dos tempos da faculdade, e regou seu interesse fazendo uma aula de improvisação. Brunson frequentou a Universidade Temple e teve aulas na Second City, em Chicago. Ela abandonou a escola pouco depois para seguir uma carreira na comédia.

## Carreira

### 2014–2017: Instagram e Buzzfeed
A base de fãs que Brunson conquistou inicialmente, em particular pelo sucesso de Garota que Nunca Esteve num Encontro Agradável, foi pelo Instagram, em 2014. Então passou a produzir vídeos para o BuzzFeed depois de ser freelancer na empresa. Seus vídeos se concentravam principalmente em problemas vivenciados por jovens de vinte e poucos anos.
Em 2016, Brunson vendeu duas webséries que havia desenvolvido em colaboração com a plataforma: Broke (Quebrado) para o serviço premium do Youtube. Além de escritora, ela também é produtora e protagonista da série; A segunda, Up for Adoption (Disponível para Adoção), foi produzida pela Go90, da Verizon, na qual ela também estrelou.

### 2018–presente:A Black Lady Sketch ShoweAbbott Elementary
Brunson teve seu primeiro trabalho profissional com uma rede de TV pouco tempo depois de sair do BuzzFeed em 2018,. quando co-estrelou seu primeiro piloto, The End of the World as We Know It (O fim do Mundo como Conhecemos), para a CW Mas o programa não chegou a ir pro ar. Ela também escreveu e produziu uma série chamada Quinta vs. Everything (Quinta Contra Tudo), transmitido no Facebook Watch de 2017 a 2018. No dia 4 de outubro de 2018, foi anunciada a produção pela CBS da série Quinta & Jermaine, co-produzida por Quinta, Larry Wilmore e Jermaine Fowler. O piloto estrelaria Fowler e Brunson como amigos de longa data que devem lidar com uma gravidez não planejada; porém o show também não foi escolhido.
Em 2019, apareceu na série iZombie como a Dra. Charli Collier e sua irmã gêmea, Laila, e também dublou vários personagens na série animada Lazor Wulf . No mesmo ano, Quinta escreveu e estrelou na série de comédia da HBO A Black Lady Sketch Show, ao lado das atrizes Robin Thede, Gabrielle Dennis e Ashley Nicole Black, mas, devido a conflitos de agenda, ela precisou deixar a série. Em 2020, Brunson co-estrelou na animação Magical Girl Friendship Squad, da Syfy.
Em 2021, ela ganhou um papel recorrente na terceira temporada da série Miracle Workers e, em junho, lançou seu livro de estreia, She Memes Well (Ela Faz Bons Memes), uma coleção de ensaios sobre sua vida pessoal e carreira.
Em maio do mesmo ano, o episódio piloto de Abbott Elementary (antes intitulado Harrity Elementary) foi aceito pela ABC. A comédia também é escrita, co-produzida e estrelada por Brunson,  junto com Sheryl Lee Ralph, Lisa Ann Walter e Tyler James Williams (Todo Mundo Odeia o Chris).  Conquistando a crítica, a série estreou dia 7 de dezembro de 2021. nos websites classiticativos Rotten Tomatoes e IMDb, ela detém, respectivamente, pontuação de 97/100% (crítica especializada) e média de 8,5 pontos pontos da crítica popular; Brunson recebeu elogios por trazer, com a série, uma nova abordagem à mídia televisiva. O nome é uma homenagem à ex-professora do ensino médio de Quinta na vida real, a Sra. Abbott. Com a primeira temporada, foi nomeada uma das pessoas mais influentes de 2022 da revista Time. Em julho de 2022, Brunson e ABC foram processados pela escritora Christine Davis em um caso de violação de direitos autorais. Em setembro de 2022, Brunson ganhou um Emmy de Melhor Roteiro para Série de Comédia, sendo a primeira mulher negra a ganhar esse prêmio solo.
Brunson tem um papel de protagonista convidada no próximo remake da série Party Down.
Brunson assinou um contrato de vários anos com a Warner Bros. Television Studios em agosto de 2022. O estúdio também co-produz Abbott Elementary. 

## Vida pessoal
Brunson se casou com o gerente de vendas Kevin Jay Anik em setembro de 2021.
Fez campanha para os Socialistas Democráticos da América .

## Elogios
- 2022 – Time 100 pessoas mais influentes [31]

## Filmografia

### Vídeos Musicais
| Ano  | Título               | Artista      | Função  | Notas                                      |
| ---- | -------------------- | ------------ | ------- | ------------------------------------------ |
| 2018 | "Come Over"          | The Internet | Vizinha | Faz o papel de uma vizinha intrometida     |
| 2020 | " Dragonball Durag " | Thundercat   | Garota  | Primeiro interesse amoroso do protagonista |

### Televisão
| Ano           | Título                        | Função                       | Notas                                                               |
| ------------- | ----------------------------- | ---------------------------- | ------------------------------------------------------------------- |
| 2016          | Broke                         | Miloh                        | Websérie; criadora, diretora e produtora executiva                  |
| 2017          | Up for Adoption               | Michelle                     | Streaming; criadora e produtora executiva                           |
| 2017–2018     | Quinta vs. Everything         | Quinta                       | Websérie; criadora e produtora executiva                            |
| 2018          | New Girl                      | Annabelle                    | Episódio: "Mario"                                                   |
| 2018–2020     | Single Parents                | Bess                         | Papel recorrente (3 episódios)                                      |
| 2019          | iZombie                       | Dra. Charlie Collier / Laila | Papel recorrente (3 episódios)                                      |
| 2019; 2022    | A Black Lady Sketch Show      | Vários personagens           | Elenco principal, escritora (1ª temporada); convidada (temporada 3) |
| 2019–2021     | Big Mouth                     | Quinta / Garota (voz)        | 4 episódios                                                         |
| 2019–2021     | Lazor Wulf                    | Blazor Wulf / vários papéis  | Elenco principal                                                    |
| 2020          | Magical Girl Friendship Squad | Alex (voz)                   | Elenco principal                                                    |
| 2021          | Miracle Workers               | Trig                         | Função recorrente                                                   |
| 2021-presente | Abbott Elementary             | Janine Teagues               | Elenco principal, criadora, escritora e produtora executiva         |
| 2022          | Carros na Estrada             | Ivy                          | Voz; 3 episódios                                                    |
| A definir     | Party Down                    |                              | Estrela convidada                                                   |

### Filme
| Ano  | Título                              | Função         | Notas |
| ---- | ----------------------------------- | -------------- | ----- |
| 2020 | Um Picles Americano                 | Entrevistadora |       |
| 2021 | As of Yet                           | Lyssa          |       |
| 2022 | Estranho: A História de Al Yankovic | Oprah Winfrey  |       |
| 2026 | The Cat in the Hat                  | (Voz)          |       |

## Prêmios e Indicações
| Ano  | Prêmio                            | Categoria                                                          | Trabalho indicado                     | Resultado | Ref.   |
| ---- | --------------------------------- | ------------------------------------------------------------------ | ------------------------------------- | --------- | ------ |
| 2017 | Streamy Awards                    | Melhor Atuação em Comédia                                          | Broke                                 | Indicado  |        |
| 2022 | Prêmios Black Reel                | Melhor Série de Comédia                                            | Abbott Elementary                     | Venceu    | [ 47 ] |
| 2022 | Prêmios Black Reel                | Melhor Atriz, Série de Comédia                                     | Abbott Elementary                     | Venceu    | [ 47 ] |
| 2022 | Prêmios Black Reel                | Melhor roteiro, série de comédia                                   | Abbott Elementary (episódio "Pilot")  | Venceu    | [ 47 ] |
| 2022 | Prêmios Black Reel                | Melhor Atriz Convidada, Série de Comédia                           | A Black Lady Sketch Show              | Venceu    | [ 47 ] |
| 2022 | Prêmios Dorian TV                 | Melhor Performance de TV                                           | Abbott Elementary                     | Venceu    | [ 48 ] |
| 2022 | Prêmios Dorian TV                 | Prêmio Wilde Wit                                                   | N / D                                 | Indicado  | [ 48 ] |
| 2022 | Prêmios de TV HCA                 | Estrela Revelação da TV                                            | Abbott Elementary                     | Venceu    | [ 49 ] |
| 2022 | Prêmios de TV HCA                 | Melhor Série de Rede de Transmissão, Comédia                       | Abbott Elementary                     | Venceu    | [ 50 ] |
| 2022 | Prêmios de TV HCA                 | Melhor Atriz em uma Rede de Transmissão ou Série a Cabo, Comédia   | Abbott Elementary                     | Venceu    | [ 50 ] |
| 2022 | Prêmios de TV HCA                 | Melhor roteiro em uma rede de transmissão ou série a cabo, comédia | Abbott Elementary (episódio "Piloto") | Venceu    | [ 50 ] |
| 2022 | Prêmio Humanitas                  | Comédia Televisiva                                                 | Abbott Elementary (episódio "Piloto") | Pendente  | [ 51 ] |
| 2022 | Prêmios Emmy do horário nobre     | Melhor Série de Comédia                                            | Abbott Elementary                     | Indicado  | [ 52 ] |
| 2022 | Prêmios Emmy do horário nobre     | Melhor Atriz em Série de Comédia                                   | Abbott Elementary                     | Indicado  | [ 52 ] |
| 2022 | Prêmios Emmy do horário nobre     | Melhor roteiro para uma série de comédia                           | Abbott Elementary (para "Pilot")      | Venceu    | [ 52 ] |
| 2022 | Prêmios TCA                       | Programa do ano                                                    | Abbott Elementary                     | Venceu    | [ 53 ] |
| 2022 | Prêmios TCA                       | Realização excepcional na comédia                                  | Abbott Elementary                     | Venceu    | [ 53 ] |
| 2022 | Prêmios TCA                       | Excelente novo programa                                            | Abbott Elementary                     | Venceu    | [ 53 ] |
| 2022 | Prêmios TCA                       | Realização individual na comédia                                   | Abbott Elementary                     | Venceu    | [ 53 ] |
| 2023 | Globo de Ouro                     | Melhor Atriz em série de Comédia/Musical                           | Abbott Elementary                     | Venceu    |        |
| 2023 | Critics' Choice Television Awards | Melhor Atriz em Série de Comédia                                   | Abbott Elementary                     | Indicado  |        |
| 2023 | Emmy Awards                       | Melhor Atriz em Série de Comédia                                   | Abbott Elementary                     | Pendente  | [ 54 ] |